# Serin du Cap
Serinus canicollis
Pour les articles homonymes, voir Serin et Moutardier.
Espèce
Statut de conservation UICN

 LC  : Préoccupation mineure
Le serin du Cap (Serinus canicollis) est une espèce de passereau appartenant à la famille des Fringillidae.

## Description
Il mesure 11 à 13 cm de longueur. Le mâle adulte a le dos vert, avec les plumes bordées de noir sur les ailes et la queue. Le ventre, le croupion et les plumes des côtés de la queue sont jaunes, le bas-ventre est blanc. L'arrière de la tête et le cou sont gris, la face cannelle. La femelle est semblable au mâle, mais avec moins de gris sur la tête. Le jeune a le ventre jaune-verdâtre avec des rayures brunes. Cette espèce se distingue facilement du serin du Mozambique par son absence de marques noires sur la face.

## Distribution
Essentiellement en Afrique du Sud où elle est homogène surtout dans l’est et le sud, secondairement dans l’est du Zimbabwe et dans l’ouest du Mozambique voisin.

## Déplacements
Au Zimbabwe, c’est un migrateur altitudinal. Dans le sud-ouest et le sud-est de la Province du Cap, un afflux important est régulièrement observé au printemps et l’espèce semble se livrer à des déplacements pour quitter, en été, la partie aride du nord de sa répartition. Dans le sud de la Province du Cap, des individus ont été repris à 80 km de leur lieu de baguage. Des spécimens de la forme nominale ont ainsi été retrouvés dans l’aire de la sous-espèce thompsonae dans l’est du Transvaal. Un erratisme est observé localement dans le Karoo et des individus en groupes peuvent séjourner dans une aire pendant des semaines puis disparaître subitement (Fry & Keith 2004).

## Introduction
Introduit dans l’île de La Réunion où il est rare (Fry & Keith 2004).

## Sous-espèces
- S. c. griseitergum Clancey, 1967 — est du Zimbabwe (Inyangani et monts Chimanimani) se prolongeant légèrement dans l’ouest du Mozambique
- S. c. thompsonae Roberts, 1924 — nord-est de l’Afrique du Sud (Transvaal, ouest du Swaziland, Natal, État Libre d’Orange, est du Griqualand)
- S. c. canicollis (Swainson, 1838) — sud de l’Afrique du Sud (Province du Cap, Lesotho)

## Habitat
Au Zimbabwe, il habite les prairies de montagne, les formations mixtes de fougères et d’églantiers et les versants des collines tapissées de fourrés de Philippia, Protea, Leucosidea et autres buissons. Il s’est adapté aux plantations de Pinus patula où il est devenu commun. En Afrique du Sud, il fréquente les abords des prairies donnant sur des boisements disséminés, les taillis, les plantations de pins, les arbrisseaux, les parcs, les jardins, les champs, les bords de routes, les terrains en friche, les terres arables, les vergers, les vignes et, occasionnellement, les dunes côtières, les plages rocheuses et sableuses (Fry & Keith 2004).

## Alimentation
Son régime alimentaire comporte des graines de Pinus patula, Bidens pilosa, Alternanthera pungens, Psidium guajava, Eriobotrya japonica, Ursinia, Senecio, Osteospermum, Venidium, Cephalaria, Helianthus ainsi que des semences d’herbes et de céréales ; des bourgeons et des pétales de Salvia splendens, S. chamelae et Buddleia (Skead 1960).
Milewski (1978) a constaté la consommation de graines dans les pourcentages suivants : Inula  (36 %), Senecio (31 %), Metalasia (11 %), Stoebe (9 %), Chenopodium (7 %), le reste se composant d’Athanasia, Erica, Gnidia, Amarantus, Sonchus, Stellaria, Elytropappus et Eriocephalus.
Oatley (2000) a souligné la prédominance des graines d’astéracées des genres Arctotheca, Arctotis, Senecio et Ursinia. Hockey et al. (2005) ont répertorié des graines des plantes : Alyssum, Amarantus, Arctotheca, Athanasia, Boerhavia, Casuarina, Chenopodium, Echium, Dicerothamnus rhinocerotis, Erica, Eriocephalus, Gnidia, Inula, Lepidium, Metalasia muricata, Olea, Osteospermum, Oxalis, Poa, Senecio, Silene, Sonchus, Stellaria, Stoebe, Ursinia, Venidium, des bourgeons floraux de Buddleia, des fruits et des insectes.
D’autres plantes exploitées par l’espèce ont été rapportées par Ottaviani (2011), photos à l’appui, comme un cosmos endémique d’Afrique du Sud Ursinia cakilefolia, astéracée et une borraginacée, Anchusa capensis.

## Parade nuptiale
Le mâle en parade s’approche de la femelle avec précaution en sautillant sur le perchoir tout en pivotant de droite à gauche, en chantant, en silence ou en émettant une sorte de miaulement. L’approche du mâle peut se terminer par une véritable ruade sur la femelle, ce qui occasionne sa fuite et, dans la foulée, une poursuite par le mâle. Un mâle tentant une approche a été observé avec un morceau de duvet dans le bec. Un autre a été vu se poser à côté de sa femelle alors en pleine construction du nid, chanter et sauter au-dessus d’elle pour se percher de l’autre côté. Elle allonge son corps et se balance de droite à gauche puis adopte une posture d’invitation à l’accouplement (Fry & Keith 2004).

## Nidification
Le nid est une coupe à paroi épaisse faite de fines radicelles, de longues vrilles d’Helichrysum et de tiges de plantes herbacées enchevêtrées à des toiles d’araignées et à quelques fines ramilles. D’autres matériaux ont été décrits comme des lichens, mousses, aiguilles de pin, feuilles et lambeaux de tissus et de ficelles avec un rembourrage intérieur compact de duvet végétal, poils, vrilles d’Helichrysum, laine de mouton, crin de vache avec quelques petites plumes et radicelles sur le bord du nid. La présence de ces ramilles sur le rebord est caractéristique de cette espèce, ce matériau semblant adapté à recevoir l’importante accumulation des déjections des jeunes. L’espèce utilise rarement la végétation indigène pour y installer son nid et préfère nettement celle exotique comme celle située à 18 m de haut dans un bosquet de grands pins ou chênes, entre 1,8 et 6 m dans des arbres plus petits tels des pêchers ou des citronniers, rarement dans l’arbre indigène Leucosidea sericea (Fry & Keith 2004).